# Lepthyphantes balearicus
Lepthyphantes balearicus és una espècie d'aranya araneomorfa de la família dels linífids (Linyphiidae). Fou descrita per primera vegada l'any 1961 per Denis. És endèmica de Menorca.